# Mihr Ali

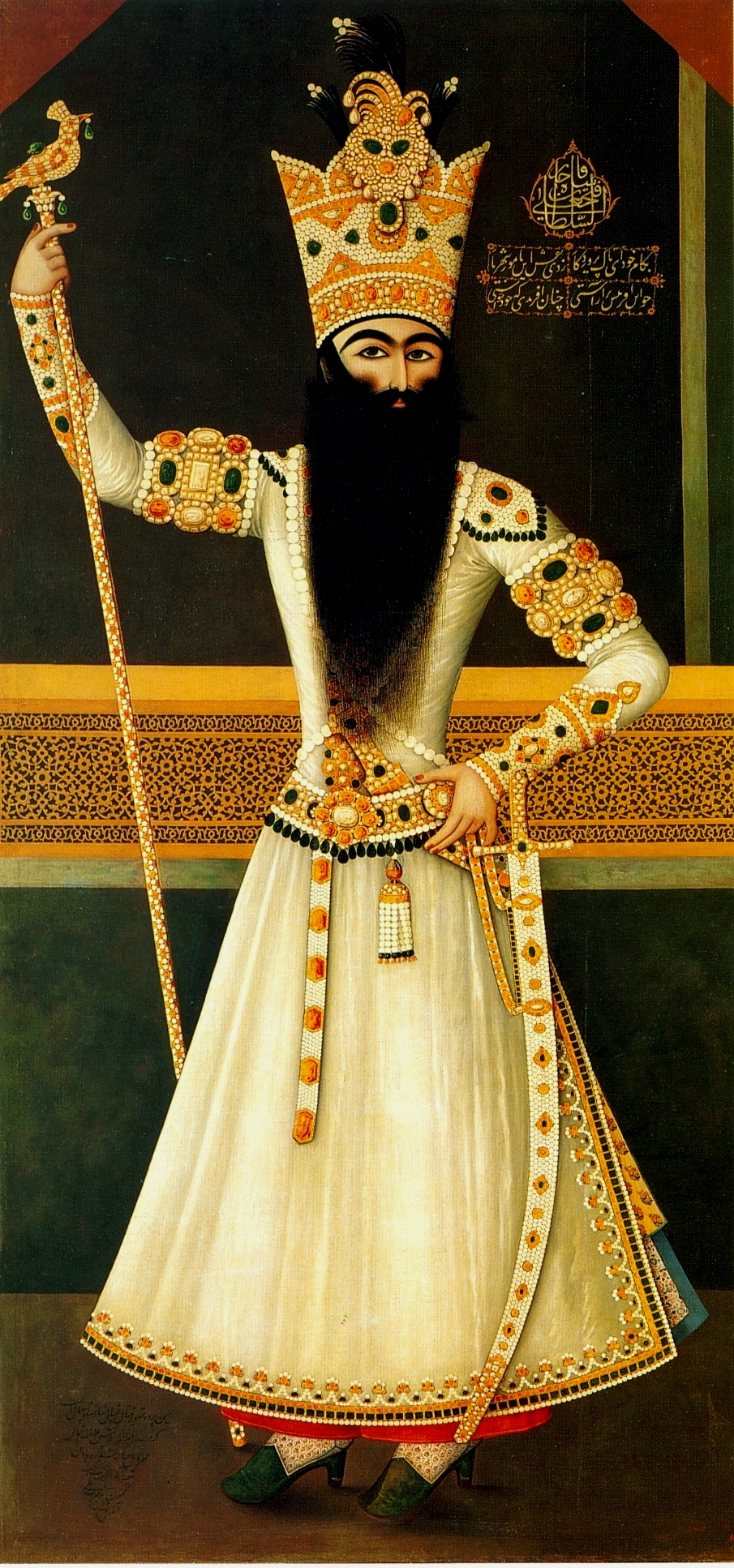
Mihr Ali. Portrait du chah Fath Ali (1809-1810, musée de l'Ermitage de Saint-Pétersbourg)

Mihr Ali est un peintre qui fut actif en Perse entre 1795 et les années 1830.

## Biographie
Mihr Ali était peintre à la cour du chah Fath Ali (1797-1834) de la dynastie Qadjare. Ce deuxième roi de cette dynastie arrivée au pouvoir par les armes était un souverain belliqueux qui mena des expéditions guerrières contre la Russie dans une rivalité  à propos des petits royaumes caucasiens; mais c'était aussi un souverain qui voulait redonner du lustre à la cour, qui s'était appauvrie sous les règnes tourmentés de ses prédécesseurs. Il patronna donc les arts et en particulier la peinture, afin d'accroître son prestige. L'expert anglais Robinson, spécialiste de l'art persan, est d'avis que Mihr Ali a obtenu en 1803 le rang de « nakkach bachi », c'est-à-dire de peintre principal de la cour, à la suite de Mirza Bâbâ. Toutes les œuvres fameuses de Mihr Ali sont des portraits - une dizaine - du chah Fath Ali en pleine gloire, avec sa longue barbe noire et ses caftans brochés.
C'est sous le règne de Fath Ali que s'épanouit le « style Qadjar » empreint d'une certaine pompe. Mihr Ali en tant que peintre principal de la cour se trouve donc à la source de ce style qui veut rendre gloire au souverain. Celui-ci est figuré avec ses vêtements de cour revêtus de pierres précieuses, ses attributs royaux (épée, sceptre, trône du Paon, etc.), dans toute la majesté de sa personne. Fath Ali voulait aussi certainement, alors que sa dynastie - issue d'une puissante tribu turcophone - était toute récente, se comparer aux grands monarques persans du passé. Le résident anglais de cette époque, Malcolm, raconte dans ses Dessins persans (publiés à Londres en 1827) comment il a été reçu en audience par le chah: « il était vêtu d'une tenue blanche recouverte de pierres précieuses incroyablement grosses. Le chah se tenait de telle sorte que les rayons du soleil tombassent sur lui. La brillance des diamants et des pierres précieuses était tellement éclatante qu'il était impossible de discerner certains détails de la personne du souverain qui semblait ainsi briller de mille feux. »
La manière de Mihr Ali, malgré quelques tentatives de tournures à l'européenne dans l'imitation des portraits en majesté, est avant tout persane. L'accent est mis sur le luxe des vêtements, les attitudes figées et l'absence de perspective et non pas sur les nuances des expressions du visage, malgré quelques légères touches d'ombre. L'un des portraits les plus anciens de Fath Ali qu'ait réalisé Mihr Ali se trouve aujourd'hui à Calcutta au Memory Hall de Victoria. Il a été composé en 1798. Le chah est montré assis sur un tapis. Ce portrait a vraisemblablement été envoyé en tant que présent à l'émir Sind en 1800.  Deux portraits (1803 et 1804) sont exposés à la salle de marbre du trône du palais du Golestân. Un autre portrait où Fath Ali est représenté assis sur son trône a été envoyé en cadeau à Napoléon au moment de la mission diplomatique d'Amédée Jaubert en 1806. Il se trouve aujourd'hui au musée du Louvre. Deux portraits de Fath Ali se trouvent au musée de l'Ermitage de Saint-Pétersbourg: un portrait du chah en blanc en pied (1809-1810) et un portrait représentant le chah en rouge assis sur un tapis tenant un sceptre en forme de masse recouverte de pierres précieuses (1813-1814). Un autre portrait de la sorte, mais sans sceptre est exposé au musée oriental de Moscou. L'un des plus beaux portraits du chah se trouve maintenant au musée du Nigaristan à Téhéran. Le monarque est représenté de pied (1813). 
Le voyageur anglais William Ouseleyrapporte que Mihr Ali a décoré aussi les murs du nouveau palais d'Ispahan. Il s'est occupé à cette tâche pendant une douzaine d'années. On y voyait des rois de la mythologie persane et du Livre des rois représentés à échelle humaine, comme Faroudine, Nouchivran, Iskander, etc.  Charles Texier les mentionne aussi dans son ouvrage publié en 1852, Description de l'Arménie, la Perse et la Mésopotamie.  La signature de Mihr Ali se lisait sous chaque portrait. Ces portraits ont été considérés comme perdus pendant longtemps, jusqu'à ce que dans les années 1980 apparaissent de nouveau deux portraits en vente chez Christie's: l'un est intitulé Afrassiab et l'autre, Tchinguiz Khân. Un autre portrait a été vendu aux enchères chez Christie's en 2007 pour la somme de 54 000 livres sterling, le portrait de Key Khosrow (1803-1804;  réduit à 179 x 97,5 cm).

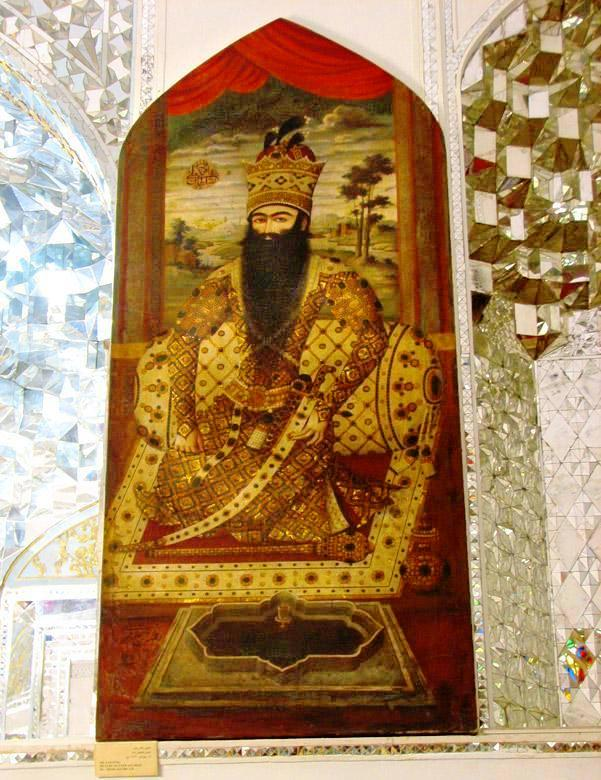
Mihr Ali, Portrait de Fath Ali Chah, palais du Golestân de Téhéran.
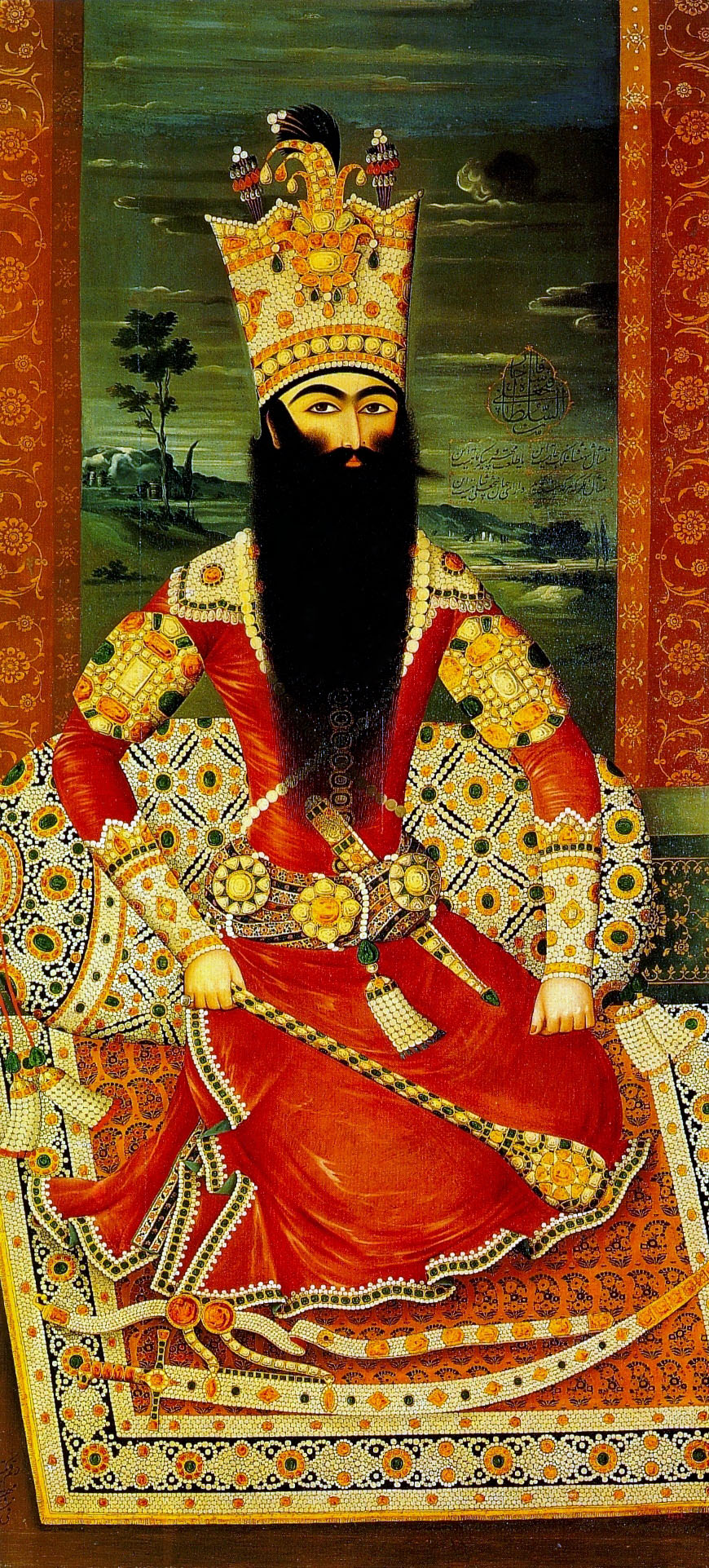
Mihr Ali, Portrait de Fath Ali Chah, 1813-1814, musée de l'Ermitage de Saint-Pétersbourg.
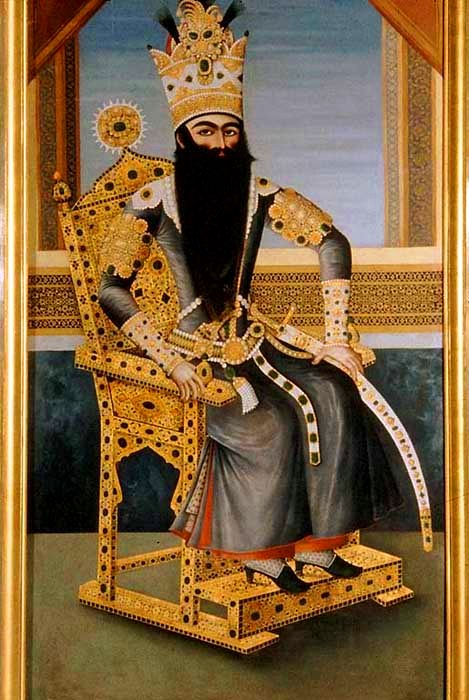
Mihr Ali, Portrait de Fath Ali Chah, vers 1806, musée du Louvre de Paris.
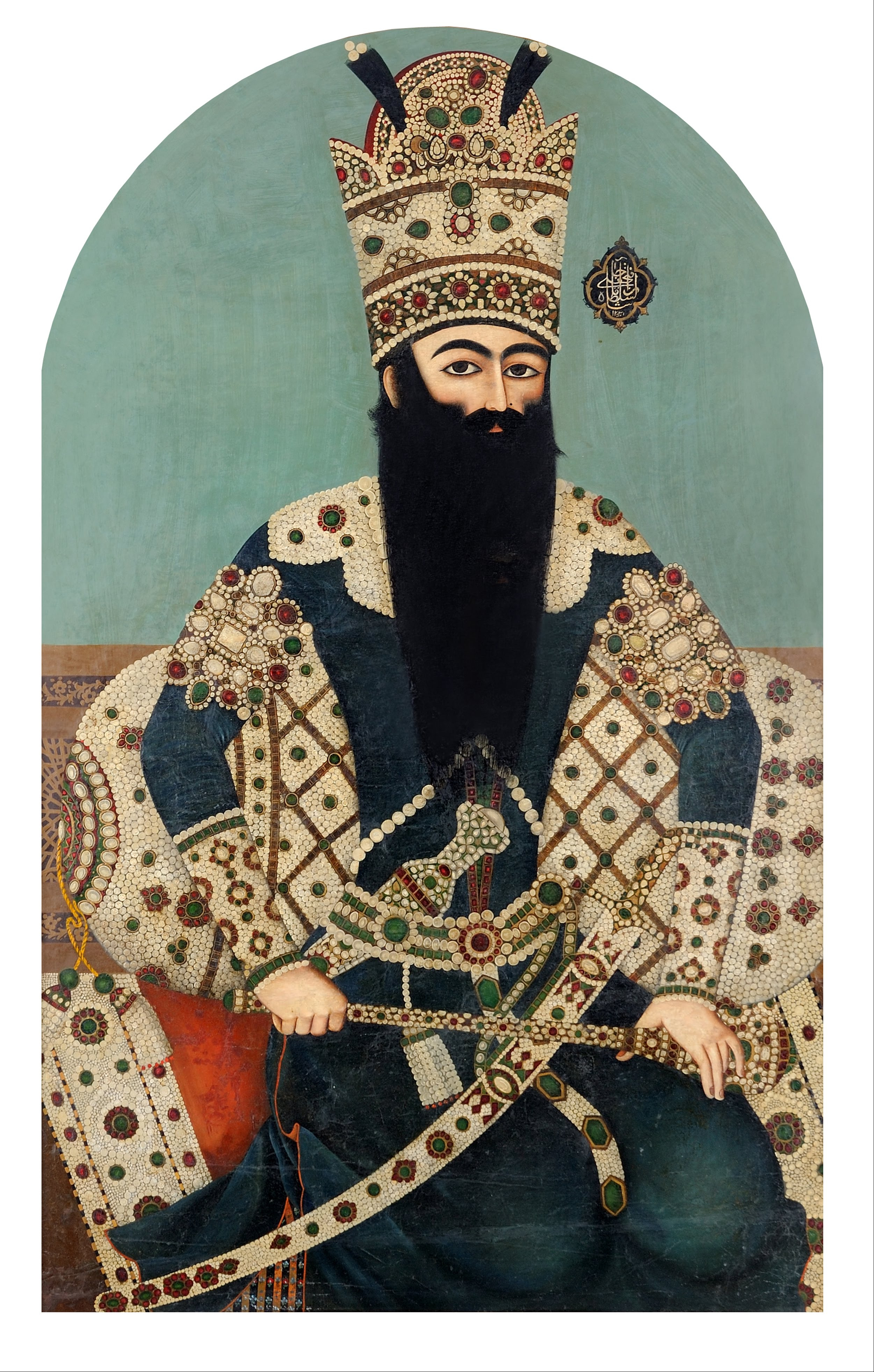
Mihr Ali, Portrait de Fath Ali Chah, 1816, musée de l'art islamique de Doha.
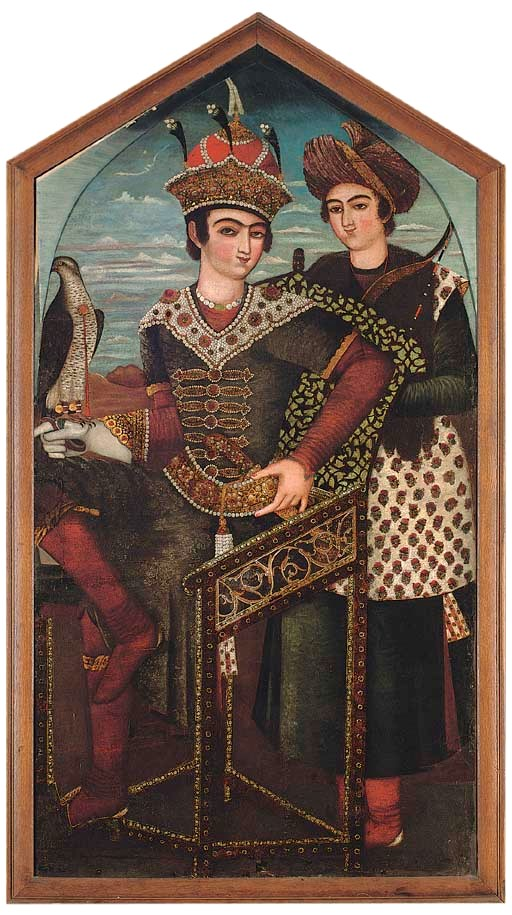
Mihr Ali, Portrait de Key Khosrow, 1803-1804, Christie's.

## Source
- (ru) Cet article est partiellement ou en totalité issu de l’article de Wikipédia en russe intitulé « Михр Али » (voir la liste des auteurs).